# Rolf Lefdahl
Rolf Lefdahl (Oslo, 1882. augusztus 13. – Bærum, 1965. február 15.) olimpiai ezüstérmes norvég tornász.
Az 1908. évi nyári olimpiai játékokon tornában összetett csapatversenyben ezüstérmes lett.
Klubcsapata az Oslo Turnforening volt.